# Izzat Ibrahim ad-Douri
Izzat Ibrahim ad-Douri (arabisk: عزت ابراهيم الدوري ‘Izzat Ibrāhīm ad-Dūrī; født 1. juli 1942, Al-Daur, Saladin, Irak, død 26. oktober 2020) var en irakisk politiker og Iraks vicepræsident under Saddam Hussein frem til USAs invasion i 2003. Han var også viceordfører i Saddam Husseins Revolutionsråd. Senere var han leder for det i Irak forbudte Baath parti.
Efter USAs invasion i 2003 holdt ad-Douri sig skjult og var det højst rangerede medlem af baath-partiet som var efterlyst af de nye irakiske myndigheder og af USA. Mistanken handlede om at ad-Douri var lederen af angreb rettet mod USAs styrker under deres besættelse af Irak. Ti millioner dollars i dusør blev lovet af USA til den som kunne bidrage med oplysninger til at han blev fanget.
Den 12. november 2005 blev det rapporteret at han var afgået ved døden, men det viste sig ikke at passe. Ad-Douri opfordrede den 1. januar 2013, via et indspillet bånd som blev afspillet på Al Jazeera, til at omstyrte den Irakiske regering som var ledet af Nuri al-Maliki, så Baath-partiet skulle komme tilbage til magten.

## Påstande om dødsfald
Al-Douri er blevet påstået dræbt i et angreb den 17. april 2015 udført af de militære irakiske styrker og shiamilitser i Tikrit, i nærheden af Al-alaas-oliefelterne udenfor byen. Men på den 6. april 2016 dukkede han igen op i en video på YouTube, hvori han opfordrede til modstand mod den shiitiske dominans og indflydelse fra Iran i Irak.
Der er blevet spekuleret i om al-Douri sammen med irakiske oprørere har stået i ledtog med IS, som har fået fodfæste i Irak igennem de seneste år før ad-Douris død. Disse bånd er meget uklare. Enkelte har hævdet at generalen har hjulpet IS. Blandt andet BBC har skrevet om, at han skal have spillet en nøglerolle for deres offensiv i 2014.